# Mike Conaway
Kenneth Michael "Mike" Conaway, född 11 juni 1948 i Borger, Texas, är en amerikansk republikansk politiker. Han representerade delstaten Texas elfte distrikt i USA:s representanthus 2005–2021.
Conaway gick i skola i Odessa Permian High School i Odessa, Texas. Han avlade 1970 sin BBA vid Texas A&M University. Han tjänstgjorde i USA:s armé 1970-1972. Han var 1981-1986 Chief Financial Officer, ekonomichef, på Arbusto Energy, ett företag som George W. Bush hade 1977 grundat.
Conaway blev invald i representanthuset i kongressvalet 2004. Han stödde Mitt Romney i republikanernas primärval inför presidentvalet i USA 2008.